# Estany Forcat
Estany Forcat är en sjö i Andorra.   Den ligger i parroquian Escaldes-Engordany, i den sydöstra delen av landet, 10 kilometer öster om huvudstaden Andorra la Vella. Estany Forcat ligger 2 548 meter över havet.